# Polygonum carneum
Polygonum carneum là một loài thực vật có hoa trong họ Rau răm. Loài này được C. Koch miêu tả khoa học đầu tiên năm 1849.